# Církevní muzeum Polná
Církevní muzeum Polná (jinak též Církevní muzeum v Polné či Informační centrum chrámu Nanebevzetí Panny Marie v Polné) je muzeum v Polné. Je umístěno v půdních prostorách a na ochozech kostela Nanebevzetí Panny Marie v Polné na Husově náměstí. Otevřeno bylo při příležitosti oslav 770. výročí založení města Polná 25. srpna 2012.

## Expozice
Expozice muzea se nachází v celkem pěti sálech, na kůru a ve věži. V pěti sálech je uvedena historie kostela v Polné, na kůru jsou vystaveny Sieberovy varhany z roku 1708, na věži je připravena expozice bytu zvoníka, expozice o polenských zvonech a renesanční cimbál. V sálech jsou vystaveny cínové rakve a náhrobky, liturgické nádoby, barokní kulisy k hrám a hudební nástroje. Vystavena jsou i církevní roucha, mešní roucha či liturgické náčiní. Expozice byly otevřeny v srpnu 2012 pražským arcibiskupem Dominikem Dukou a biskupem Janem Vokálem. Muzeum není městského typu, týká se převážně církevních událostí a věcí.